# كيمبرلي هيل
كيمبرلي هيل (بالإنجليزية: Kimberly Hill)‏ (30 نوفمبر 1989 في الولايات المتحدة - ) هي لاعب كرة طائرة شاطئية ولاعبة كرة طائرة الولايات المتحدة في مركز ضارب خارجي ‏. شاركت في الكرة الطائرة في الألعاب الأولمبية الصيفية 2016. ولعبت مع نادي فاكيف بنك للكرة الطائرة وإيموكو فولي.

## وصلات خارجية
- كيمبرلي هيل على موقع الاتحاد الدولي beach volleyball database (الإنجليزية)
- كيمبرلي هيل على موقع الاتحاد الأوروبي (الإنجليزية)
- كيمبرلي هيل على موقع عالم الكرة الطائرة (الإنجليزية)
- كيمبرلي هيل على موقع دوري الدرجة الأولى الإيطالي للكرة الطائرة - سيدات (الإيطالية)
- كيمبرلي هيل على موقع اللجنة الأولمبية الدولية (الإنجليزية)
- كيمبرلي هيل على موقع أوليمبيديا (الإنجليزية)
- كيمبرلي هيل على موقع اللجنة الأولمبية والبارالمبية الأمريكية (الإنجليزية)